# Obligado
Obligado è un centro abitato del Paraguay, nel dipartimento di Itapúa, ad una distanza di 50 km dal capoluogo del dipartimento, Encarnación. Forma uno dei 30 distretti in cui è suddiviso il dipartimento.
Insieme alle vicine località di Bella Vista e Hohenau, anch'esse fondate da coloni tedeschi, forma un'unità culturale e produttiva omogenea alla quale viene dato il nome di "Colonias Unidas".

## Popolazione
Al censimento del 2002 Obligado contava una popolazione urbana di 5.593 abitanti (11.441  nel distretto), secondo i dati della Dirección General de Estadística, Encuestas y Censos.

## Storia
Il nome della località  deriva da quello del grande possidente argentino Pastor Servando Obligado, proprietario dei terreni che, a partire dal 1910, cominciò a vendere ai coloni, soprattutto di origine tedesca, che si stabilirono nella zona. I primi abitanti dovettero affrontare l'isolamento del luogo, accessibile con facilità solo per via fluviale; la fondazione, nel 1953, della Cooperativa Colonias Unidas diede un grande impulso economico alla zona. Nel 1955 la località fu elevata al rango di distretto.

## Economia
Obligado è la sede della Cooperativa Colonias Unidas, la principale impresa del dipartimento e una delle più importanti del paese. La società si occupa di agricoltura, di allevamento e di sfruttamento delle risorse forestali, ma possiede anche industrie di trasformazione e catene di distribuzione.